# Ronee Blakley
Ronee Sue Blakley (født 24. august 1945) er en amerikansk skuespiller, sanger, instruktør, manuskriptforfatter og sangskriver.
Hun blev nomineret til en Oscar for sin rolle i Robert Altmans film Nashville (1975), hvor hun også udførte en række sange. Derefter fokuserede hun primært på skuespillerkarrieren og medvirkede bl.a. i Terror on Elm Street.
Hun turnerede med Bob Dylan og var gift med Wim Wenders (1979 - 1981).
Hun tilbragte lang tid væk fra berømmelsen siden begyndelsen af 1990'erne. Hendes plader Ronee Blakley (1972) og Welcome (1975) blev udgivet på cd i 2006. I forbindelse med genudgivelsen af sine plader har hun lavet mindre koncerter. I 2009 udgav hun albummet River Nile  på et mindre selskab.

## Filmgrafi
- 1975 - Nashville
- 1978 - Renaldo og Clara
- 1978 - I storbyens nat
- 1979 - She Came to the Valley
- 1979 - Stemplet for altid
- 1980 - Nicks film
- 1984 - Terror på Elm Street
- 1987 - A Return to Salem's Lot

## Diskografi

### Album
- 1972 - Ronee Blakley
- 1975 - Welcome
- 2007 - I Played It for You
- 2008 - Freespeak (lyrik)
- 2008 - Live at the Mint
- 2009 - Lightning Over Water (Soundtrack)
- 2009 - Naked Truth
- 2010 - Grief Holes (lyrik)
- 2010 - River Nile
- 2011 - Live At the Bitter End
- 2012 - Djerassi Collection (lyrik)

### Singler
- 1972 - Bluebird / Along The Shore
- 1977 - True Love Leaves No Traces / Iodine (sammen med Leonard Cohen)

### Øvrigt
- 1975 - Nashville (Soundtrack)

Ronee Blakely bidrager til sangene Bluebird (sangskriver), Tapedeck in his Tractor, Dues (kunstner, sangskriver), One, I Love You (kunstner), My Idaho Home (kunstner, sangskriver) fra soundtrack albummet. Hun bidrager også til sangene Down to the River (kunstner, sangskriver) og In the Garden (kunstner), der er inkluderet i filmen, men ikke på albummet.